# Зоряне (Кременчуцький район)
Зо́ряне — колишнє село в Україні, у Кременчуцькому районі Полтавської області. Орган місцевого самоврядування — Василівська сільська рада.

## Географія
Село Зоряне знаходилося на відстані 1,5 км від сіл Василівка та Трудовик. Навколо села багато невеликих озер.

## Історія
12 червня 2020 року, відповідно до розпорядження Кабінету Міністрів України № 721-р «Про визначення адміністративних центрів та затвердження територій територіальних громад Полтавської області», село увійшло до складу  Новогалещинської селищної громади.
19 липня 2020 року, в результаті адміністративно - територіальної реформи та ліквідації Козельщинського району, село увійшло до складу новоутвореного Кременчуцького району.